# 1732 a tudományban
Az 1732. év a tudományban és a technikában.

## Csillagászat
- Joseph-Nicolas Delisle kifejleszti a hőmérséklet mérésére szolgáló Delisle-skálát.

## Díjak
- Copley-érem: Stephen Gray

## Születések
- július 11. - Joseph Jerôme Lefrançais de Lalande csillagász († 1807)
- szeptember 6. - Johan Carl Wilcke fizikus († 1796)
- október 6. - Nevil Maskelyne csillagász († 1811)

## Halálozások
- január 13. - Conrad Quensel csillagász és matematikus (* 1676)